# Geranomyia obscura
Geranomyia obscura är en tvåvingeart som beskrevs av Gabriel Strobl 1900. Geranomyia obscura ingår i släktet Geranomyia och familjen småharkrankar. Inga underarter finns listade i Catalogue of Life.